# Prähistorische Zeitschrift
Die Prähistorische Zeitschrift (Eigenbezeichnung: Praehistorische Zeitschrift) ist eine archäologische Fachzeitschrift. 
Sie wurde 1909 von Carl Schuchhardt, Karl Schumacher und Hans Seger gegründet und erschien zunächst in Verbindung mit der Deutschen und mit der Berliner Gesellschaft für Anthropologie, Ethnologie und Urgeschichte, der Generalverwaltung der Königlichen Museen in Berlin sowie dem Nordwestdeutschen und Südwestdeutschen Verband für Altertumsforschung. In den 1920er Jahren war u. a. Wilhelm Unverzagt der Herausgeber.
Die derzeitigen Herausgeber sind François Bertemes, Phillippe Della Casa, Wolfram Schier und Matthias Wemhoff. Die Zeitschrift erscheint im Regelfall zweimal jährlich im Verlag Walter de Gruyter. Ihre Druckauflage beträgt 500 Exemplare.
Schwerpunktmäßig werden Forschungsergebnisse aus Ost-, Südost- und dem nördlichen Mitteleuropa publiziert. Daneben werden aktuelle Monographien der prähistorischen Archäologie rezensiert. Die einzelnen Artikel sind in deutscher, englischer oder französischer Sprache geschrieben, eine Zusammenfassung in den jeweils anderen Sprachen ist jedem Artikel beigefügt. Die eingereichten Beiträge werden mittels Peer-Review einer fachlichen Begutachtung durch dem jeweiligen Thema nahestehende Wissenschaftler unterzogen.
Die Prähistorische Zeitschrift gehört zu den angesehensten deutschsprachigen Periodika ihres Faches.